# NGC 3810
NGC 3810 è una galassia a spirale (SA(rs)c) situata prospetticamente nella costellazione del Leone alla distanza di 46 milioni di anni luce dalla Terra. Ha un diametro di circa 60.000 anni luce.
Fa parte del complesso dei Gruppi di Leo II che, a sua volta, confluiscono nel Superammasso della Vergine. Si suppone sia la compagna della galassia ellittica NGC 3773.
In questa galassia sono state registrate due supernove, una nel 1997 catalogata SN 1997dq e nel 2000 indicata come SN 200ew, entrambe di tipo Ic. Il 9 novembre 2022 è stata osservata una terza supernova, SN 2022zut, di tipo Ia.